# Indian Hills (Teksas)
Indian Hills – jednostka osadnicza w Stanach Zjednoczonych, w stanie Teksas, w hrabstwie Hidalgo.